# نارتوفسکی
نارتوفسکی (به لاتین: Nartovsky) یک منطقهٔ مسکونی در روسیه است که در استان آستراخان واقع شده‌است.